# Resolutie 72 Veiligheidsraad Verenigde Naties
Resolutie 72 van de Veiligheidsraad van de Verenigde Naties was de eerste van twee resoluties over Palestina
op de 437e vergadering op 11 augustus 1949. De resolutie werd zonder stemming aangenomen en loofde de bemiddelaars en waarnemers die in Palestina dienden.

## Achtergrond
De Veiligheidsraad had gevraagd een staakt-het-vuren uit te vaardigen. VN-waarnemers waren in Palestina om op de naleving hiervan toe te zien.
Op 4 augustus besloot de Raad Israël en Syrië uit te nodigen, om zonder stemrecht deel te nemen aan de verdere discussie.

## Inhoud
De Veiligheidsraad had het rapport van de waarnemend bemiddelaar, die zijn taken had voltooid, gezien. De Veiligheidsraad liet zich lovend uit over het geduld, het doorzettingsvermogen en de toewijding van wijlen Folke Bernadotte, die de situatie in Palestina had gestabiliseerd en samen met tien van zijn personeelsleden zijn leven gaf in dienst van de VN (zie resolutie 57). De Veiligheidsraad uitte waardering voor de tact, het begrip, het doorzettingsvermogen en de toewijding van Ralph Bunche, de waarnemend bemiddelaar in Palestina, die met succes een wapenstilstand onderhandelde tussen Egypte, Jordanië, Libanon en Syrië enerzijds en Israël anderzijds. De Veiligheidsraad uitte ook zijn waardering richting de leden van het VN-personeel in Palestina, zowel de leden van het VN-Secretariaat als de Belgische, Franse, Zweedse en Amerikaanse militaire waarnemers.

## Verwante resoluties
- Resolutie 66 Veiligheidsraad Verenigde Naties riep op tot wapenstilstand en toepassing van de vorige resoluties.
- Resolutie 73 Veiligheidsraad Verenigde Naties verwelkomde de wapenstilstand en hoopte op een definitieve overeenkomst.
- Resolutie 89 Veiligheidsraad Verenigde Naties over het begin van het Palestijnse vluchtelingenprobleem.
- Resolutie 92 Veiligheidsraad Verenigde Naties vroeg de gevechten te stoppen en de afspraken te respecteren.

Lijst ·  67 ·  68 ·  69 ·  70 ·  71 ·  72 ·  73 ·  74 ·  75 ·  76 ·  77 ·  78